# Goniothalamus caloneurus
Goniothalamus caloneurus är en kirimojaväxtart som beskrevs av Friedrich Anton Wilhelm Miquel. Goniothalamus caloneurus ingår i släktet Goniothalamus och familjen kirimojaväxter. Inga underarter finns listade i Catalogue of Life.